# Semussac
Semussac – miejscowość i gmina we Francji, w regionie Nowa Akwitania, w departamencie Charente-Maritime.
Według danych na rok 1990 gminę zamieszkiwało 1208 osób, a gęstość zaludnienia wynosiła 49 osób/km² (wśród 1467 gmin regionu Poitou-Charentes Semussac plasuje się na 240. miejscu pod względem liczby ludności, natomiast pod względem powierzchni na miejscu 266.).